# Djaga Djaga
Djaga Djaga, artiestennaam van Jason Leonora (Amsterdam, 30 september 1993), is een Nederlandse rapper en crimineel. Hij is ook bekend onder de namen JayJay en Het Kind.

## Biografie
De artiest is geboren als Jason Dwedar in de Amsterdamse buurt Heesterveld in stadsdeel Amsterdam-Zuidoost. Hij veranderde later zijn achternaam in Leonora. Zijn vader was vanaf zijn derde levensjaar niet actief meer betrokken bij zijn opvoeding en hij werd opgevoed door zijn moeder en broers. Hij hield wel contact met zijn vader. Op jonge leeftijd werd zijn moeder veroordeeld voor 48 maanden cel voor bolletjesslikken.
In 2008 richtte hij samen met de artiesten F.I., Xony en BR de rapformatie Green Gang op. Met deze formatie bracht Leonora onder zijn toenmalige artiestennaam JayJay de mixtape EverGreen Mixtape Volume 1., opgevolgd door drie volgende volumes de jaren erop. In 2011 deed JayJay samen met F.I. als Green Gang een sessie bij 101Barz en bracht hij met de formatie het album Green Magic uit. Ook had hij in 2011 zijn eigen 101Barz-sessie, waarbij hij werd bijgestaan door Chivv. Hij werkte in die jaren naast Green Gang-leden ook samen met onder andere Bokoesam. Een volgende 101Barz Studiosessie was in 2013.
Naast het rappen, waren sommige leden van Green Gang ook actief als crimineel, zo ook Leonora. In 2010 werd hij veroordeeld voor poging tot moord en in 2011 voor mishandeling van een andere rapper die ook de naam JayJay droeg. Leonora focuste zich in die periode steeds minder op zijn muziek en steeds meer op het criminele circuit. Broertje Oshadix vertelde hierover het volgende: "Hij moest een keuze maken tussen het straatleven en muziek. Maar hij stond op een dodenlijst en kon dus geen shows geven. Het risico was te groot dat hij dan gedood zou worden. Om die reden heeft hij muziek gelaten, omdat hij toch geen optredens kon doen."
Leonora werd in 2017 voor veertien jaar gevangenisstraf veroordeeld voor de moord op Abderrahim Belhadj. Hij was niet degene die de man had vermoord, maar de rechter vond dat er een nauwe samenwerking was van Leonora met de schutter en dus dat hij medeplichtig was. In 2018 kwam hier negen maanden cel bij voor witwassen. In hoger beroep werd de straf voor de moord in 2019 verhoogd naar achttien jaar.
Toen hij in 2016 vast kwam te zitten nadat hij was opgepakt, begon hij het maken van muziek ook weer op te pakken onder de artiestennaam Djaga Djaga. Hij neemt muziek op tijdens de telefoongesprekken die gevangenen mogen hebben. Bij het mixen van het lied wordt de audiokwaliteit van de telefoonopnames verhoogd. Eerste single die op die manier werd uitgebracht is Leven lang met Frenna. In 2018 werd het album Jason D uitgebracht, waarop samenwerkingen staan met onder andere Broertje, Emms, Chivv, Jonna Fraser, Adje, Josylvio, Jayh, Lijpe, D-Double, Kempi en Frenna. Het album werd uitgebracht onder het label OJFam Entertainment, opgericht door Oshadix, het broertje van Djaga Djaga. 
Met het nummer Ride or die uit begin 2019 behaalde hij een gouden plaat (later platina), wat er voor zorgde dat er ophef kwam over hoe het kon dat de rapper muziek kon uitbrengen vanuit de gevangenis. Het album 11:55 uit 2019 kwam tot de tweede plaats in de Album Top 100. Derde album terwijl hij vastzit, was Chakutu in 2020. Hierop heeft Djaga Djaga featurings met Boef, Lijpe, Jonna Fraser, $hirak, Jack, Roxy Rosa, Quincy Promes, OCS, JoeyAK en AJ. Het volgende album werd uitgebracht in 2023 en heeft de titel Beschadigd. In augustus 2024 bracht Djaga Djaga samen met Lijpe het album Geen spijt meer uit. Over de jaren hebben meerdere singles van Djaga Djaga ook noteringen in de Nederlandse hitlijst Single Top 100 gehad.

## Discografie

### Albums
| Album      | Verschijnen     | Label               | Hitlijsten | Hitlijsten | Hitlijsten | Hitlijsten | Opmerkingen                     |
| Album      | Verschijnen     | Label               | BE (VL)    | BE (VL)    | NL         | NL         | Opmerkingen                     |
| Album      | Verschijnen     | Label               | Piek       | Weken      | Piek       | Weken      | Opmerkingen                     |
| ---------- | --------------- | ------------------- | ---------- | ---------- | ---------- | ---------- | ------------------------------- |
| Jason D    | 30 maart 2018   | OJFam Entertainment | 184        | 1          | 7          | 14         | Studioalbum                     |
| 11:55      | 9 maart 2019    | OJFam Entertainment | 116        | 1          | 2          | 29         | Studioalbum / Goud in Nederland |
| Chakutu    | 13 maart 2020   | OJFam Entertainment | —          | —          | 12         | 6          | Studioalbum                     |
| Beschadigd | 3 november 2023 | OJFam Entertainment | 145        | 2          | 4          | 12         | Studioalbum                     |

### Nummers met notering(en) in een hitlijst
| Lied                                                   | Verschijnen       | Album                   | Hitlijsten | Hitlijsten | Hitlijsten  | Hitlijsten  | Hitlijsten   | Hitlijsten   | Opmerkingen          |
| Lied                                                   | Verschijnen       | Album                   | BE (VL)    | BE (VL)    | NL (Top 40) | NL (Top 40) | NL (Top 100) | NL (Top 100) | Opmerkingen          |
| Lied                                                   | Verschijnen       | Album                   | Piek       | Weken      | Piek        | Weken       | Piek         | Weken        | Opmerkingen          |
| ------------------------------------------------------ | ----------------- | ----------------------- | ---------- | ---------- | ----------- | ----------- | ------------ | ------------ | -------------------- |
| Geluk (met Vic9)                                       | 3 november 2017   | 9 (van Vic9)            | —          | —          | —           | —           | 66           | 2            |                      |
| Gasoline (met Murda, Lange en Yung Felix)              | 26 januari 2018   | —                       | —          | —          | —           | —           | 51           | 2            |                      |
| Best friend                                            | 9 maart 2018      | Jason D                 | —          | —          | —           | —           | 89           | 2            |                      |
| Ride or die                                            | 18 januari 2019   | 11:55                   | tip        | —          | tip6        | —           | 16           | 19           | Platina in Nederland |
| Wine                                                   | 9 maart 2019      | 11:55                   | —          | —          | —           | —           | 36           | 4            |                      |
| Blijf bij mij                                          | 9 maart 2019      | 11:55                   | —          | —          | —           | —           | 60           | 2            |                      |
| Doekoe (met JoeyAK)                                    | 10 mei 2019       | Bodemboy (van JoeyAK)   | tip        | —          | —           | —           | 13           | 9            |                      |
| Action (met JoeyAK en Killer Kamal)                    | 7 juni 2019       | —                       | —          | —          | —           | —           | 58           | 1            |                      |
| Ooit groot (met Boef en Lijpe)                         | 13 maart 2020     | Chakutu                 | —          | —          | —           | —           | 63           | 1            |                      |
| Virus                                                  | 22 mei 2022       | Beschadigd              | —          | —          | —           | —           | 69           | 1            |                      |
| Overleven (met Lijpe)                                  | 7 augustus 2022   | Beschadigd              | —          | —          | —           | —           | 42           | 2            |                      |
| ABC (met JoeyAK)                                       | 3 oktober 2022    | Beschadigd              | —          | —          | —           | —           | 22           | 3            |                      |
| Linken aan zaken (met KA)                              | 6 november 2022   | Beschadigd              | —          | —          | —           | —           | 53           | 1            |                      |
| Ride or die 2                                          | 12 februari 2023  | Beschadigd              | —          | —          | —           | —           | 41           | 3            |                      |
| Rovers (met Boef en Lijpe)                             | 17 februari 2023  | Luxeprobleem (van Boef) | —          | —          | —           | —           | 10           | 1            |                      |
| Alles of niets                                         | 23 april 2023     | Beschadigd              | —          | —          | —           | —           | 94           | 1            |                      |
| Hermanos (met Emms en Kevin)                           | 21 juli 2023      | Beschadigd              | —          | —          | —           | —           | 70           | 1            |                      |
| Fine girl (met $hirak, KM, Jonna Fraser en Cristian D) | 22 september 2023 | Beschadigd              | —          | —          | —           | —           | 64           | 1            |                      |
| Schakelen (met Lijpe, Josylvio en Boef)                | 21 oktober 2023   | Beschadigd              | —          | —          | tip7        | —           | 11           | 4            |                      |
| Waming up (met F.I.)                                   | 3 november 2023   | Beschadigd              | —          | —          | —           | —           | 84           | 1            |                      |
| Letter to Joey                                         | 3 november 2023   | Beschadigd              | —          | —          | —           | —           | 86           | 1            |                      |
| Ready 4 war                                            | 26 januari 2024   | —                       | —          | —          | —           | —           | 51           | 1            |                      |